# Liste du patrimoine mondial en Finlande
Cet article recense les sites inscrits au patrimoine mondial en Finlande.

## Statistiques
La Finlande ratifie la Convention pour la protection du patrimoine mondial, culturel et naturel le 4 mars 1987. Les premiers sites protégés sont inscrits en 1991.
En 2021, la Finlande compte 7 sites inscrits au patrimoine mondial : 6 culturels et 1 naturel. 
À la même date, le pays a également soumis 3 sites sites à la liste indicative : 2 culturels et 1 naturel.

## Listes

### Patrimoine mondial
Les sites finlandais suivants sont inscrits au patrimoine mondial en 2023, après la 45e session du Comité du patrimoine mondial.
| Id.  | Site                                                  | Région(s)                                              | Année | Superficie (ha) | Zone tampon (ha) | Critères et notes | Coordonnées | Illus. |
| ---- | ----------------------------------------------------- | ------------------------------------------------------ | ----- | --------------- | ---------------- | --- | --- | ------ |
| 582  | Ancienne Rauma                                        | Satakunta                                              | 1991  | 29              | 142              | Culturel, (iv), (v) | 61° 07′ 41″ nord, 21° 30′ 43″ est |        |
| 1187 | Arc géodésique de Struve                              | Finlande centrale, Laponie, Uusimaa, Vallée de la Kymi | 2005  | 2 230           | 36 302           | Culturel, (ii), (iii), (vi) Site transfrontalier commun avec la Biélorussie, l'Estonie, la Lettonie, la Lituanie, la Moldavie, la Norvège, la Russie, la Suède et l'Ukraine. 6 bornes en Finlande : - Stuorrahanoaivi (fi) - Aavasaksa - Église d'Alatornio - Oravivuori (fi) - Tornikallio (fi) - Mustaviiri (fi) | 68° 40′ 57″ nord, 22° 44′ 45″ est 66° 23′ 52″ nord, 23° 43′ 31″ est 65° 49′ 48″ nord, 24° 09′ 26″ est 61° 55′ 36″ nord, 25° 32′ 01″ est 60° 42′ 17″ nord, 26° 00′ 12″ est 60° 16′ 35″ nord, 26° 36′ 12″ est |        |
| 583  | Forteresse de Suomenlinna                             | Uusimaa                                                | 1991  | 210             | 2 641            | Culturel, (iv) | 60° 08′ 38″ nord, 24° 59′ 02″ est |        |
| 898  | Haute Côte / Archipel de Kvarken                      | Ostrobotnie                                            | 2000  | 336 900         |                  | Naturel, (viii) Site transfrontalier commun avec la Suède. 2 zones distinctes de l'archipel de Kvarken sont inscrites en Finlande, la 1re regroupant les îles du nord (Replot, Björkö, etc.), la 2e les îles du sud-ouest (Halsön (en), Rönnskär (fi), etc.).                                                      | 63° 15′ nord, 21° 24′ est 63° 04′ nord, 20° 48′ est |        |
| 579  | Site funéraire de l'âge du bronze de Sammallahdenmäki | Satakunta                                              | 1999  |                 |                  | Culturel, (iii), (iv) | 61° 07′ 04″ nord, 21° 46′ 31″ est |        |
| 751  | Usine de traitement du bois et de carton de Verla     | Vallée de la Kymi                                      | 1996  | 22,78           | 88,03            | Culturel, (iv) | 61° 03′ 43″ nord, 26° 38′ 27″ est |        |
| 584  | Vieille église de Petäjävesi                          | Finlande centrale                                      | 1994  | 2,98            | 48,44            | Culturel, (iv) | 62° 15′ 00″ nord, 25° 11′ 02″ est |        |

### Liste indicative

#### Sites actuels
Les sites suivants sont inscrits sur la liste indicative du pays en octobre 2023.
| Id.  | Site                                                                              | Régions | Année | Critères et notes | Coordonnées | Illus. |
| ---- | --------------------------------------------------------------------------------- | --- | ----- | --- | --- | ------ |
| 6510 | Les archipels du phoque annelé du Saimaa                                          | Carélie du Nord, Carélie du Sud, Savonie du Nord, Savonie du Sud                                              | 2021  | Naturel, (ix), (x) Inscrit sous le nom The Ringed Seal Archipelagos of Lake Saimaa. | 62° 07′ nord, 28° 29′ est |        |
| 6509 | L'œuvre architecturale d'Alvar Aalto - une dimension humaine du mouvement moderne | Carélie du Sud, Finlande centrale, Finlande-Propre, Ostrobotnie du Sud, Satakunta, Uusimaa, vallée de la Kymi | 2021  | Culturel, (ii) Inscrit sous le nom The Architectural Works of Alvar Aalto - a Human Dimension to the Modern Movement 13 sites : - Sanatorium de Paimio - Villa Aalto - Zone résidentielle de Sunila - Villa Mairea - Mairie de Säynätsalo - Maison expérimentale de Muuratsalo - Atelier d'Alvar Aalto - Église des trois croix d'Imatra - Maison de la culture à Helsinki - Université de Jyväskylä, campus Aalto - Siège de l'assurance retraite - Aaltokeskus - Maison Finlandia | 60° 27′ 54″ nord, 22° 44′ 06″ est 60° 11′ 49″ nord, 24° 52′ 34″ est 60° 29′ 56″ nord, 26° 57′ 14″ est 61° 35′ 49″ nord, 21° 52′ 26″ est 62° 08′ 24″ nord, 25° 46′ 08″ est 62° 06′ 54″ nord, 25° 44′ 42″ est 60° 11′ 53″ nord, 24° 52′ 08″ est 61° 14′ 13″ nord, 28° 51′ 22″ est 60° 11′ 17″ nord, 24° 56′ 38″ est 62° 14′ 10″ nord, 25° 43′ 55″ est 60° 11′ 13″ nord, 24° 55′ 01″ est 62° 47′ 10″ nord, 22° 50′ 31″ est 60° 10′ 34″ nord, 24° 55′ 59″ est |        |

#### Anciens sites
Les sites suivants ont été inscrits par le passé sur la liste indicative du pays, mais n'ont pas été retenus.
| Site                                                                   | Notes            | Coordonnées                       | Illus. |
| ---------------------------------------------------------------------- | ---------------- | --------------------------------- | ------ |
| Château médiéval d'Olavinlinna à Savonlinna                            | Inscrit en 1990  | 61° 51′ 50″ nord, 28° 54′ 04″ est |        |
| Gravures d'époque historique sur l'île de Gäddtarmen (Hauensuoli (fi)) | Inscrit en 1990, | 59° 48′ 22″ nord, 22° 54′ 32″ est |        |
| Lieu saint de vénération d'Ukonsaari par les Samis d'Inari             | Inscrit en 1990  | 68° 56′ 20″ nord, 27° 17′ 31″ est |        |
| Peintures rupestres d'Astuvansalmi (fi) à Ristiina                     | Inscrit en 1990, | 61° 26′ 38″ nord, 27° 32′ 38″ est |        |
| Ruines de l'âge de pierre de Kastelli (fi) à Pattijoki (fi)            | Inscrit en 1990, | 64° 37′ 52″ nord, 24° 42′ 43″ est |        |
| Site préhistorique de l'âge de fer de Rapola (fi) à Valkeakoski        | Inscrit en 1990  | 61° 12′ 22″ nord, 24° 03′ 25″ est |        |
| Système lacustre Saimaa-Pielinen                                       | Inscrit en 2004  | 63° 15′ nord, 29° 42′ est         |        |